# Alberto Cirio
Alberto Cirio (ur. 6 grudnia 1972 w Turynie) – włoski polityk, działacz samorządowy, z wykształcenia prawnik, poseł do Parlamentu Europejskiego VIII kadencji, od 2019 prezydent Piemontu.

## Życiorys
Ukończył studia prawnicze na Uniwersytecie Turyńskim. Dołączył do ugrupowania Forza Italia, przekształconego później w Lud Wolności. W latach 1995–2005 pełnił funkcję zastępcy burmistrza Alby. W 2005 uzyskał mandat radnego regionu Piemont, pełnił funkcję wiceprzewodniczącego frakcji swojego ugrupowania. W 2010 z powodzeniem ubiegał się o reelekcję, w nowo powołanym zarządzie regionu objął urząd asesora ds. edukacji, sportu i turystyki.
W 2014 z ramienia reaktywowanej partii Forza Italia został wybrany na eurodeputowanego. W 2019, będąc kandydatem centroprawicowej koalicji, wygrał wybory na urząd prezydenta Piemontu. Z powodzeniem ubiegał się o reelekcję w 2024.